# Final Fantasy Crystal Chronicles: Ring of Fates
Final Fantasy Crystal Chronicles: Ring of Fates est un jeu vidéo de rôle développé et édité par Square Enix, sorti en 2007 sur Nintendo DS.

## Principe du jeu
Dans ce jeu, le joueur dirige un personnage en le voyant a la 3e personne dans un monde en 3D rempli de monstres. À la fin de chaque niveau, le joueur revient a la carte du monde où il peut choisir de faire le niveau suivant ou de refaire un niveau.
Au fur et à mesure que le joueur avance dans l'aventure, il débloque de nouveaux personnages qui l'accompagneront dans l'aventure.Le joueur ne joue toujours qu'un personnage à la fois, les autres personnages ne faisant que le suivre et frapper les ennemis de temps en temps, mais le joueur peut changer de personnage quand il veut(les personnages ayants chacun des attaques différentes et pouvant ainsi tuer plus ou moins facilement un monstre ou activer différents mécanismes).

## Les commandes
Les commandes de ce jeu sont assez simples, ce qui permet de réagir vite à n'importe quelle situation.
- Bouton A : attaquer/ramasser les objets ;
- Bouton A plusieurs fois de suite : enchainement (pour les Clavats et les Lilties haut niveau, cf. personnages) ;
- Bouton A appuyé : utilisation de l'attaque chargée (l'attaque se lance quand on relâche) ;
- Bouton B : sauter ;
- Bouton B deux fois de suite : double saut (pour Selkies, cf. personnages) ;
- Bouton Y : porter des objets sur la tête/lancer ;
- Bouton Y + flèche directionnelle : lancer plus loin dans la direction (peut briser des objets) ;
- Bouton X appuyé : utilisation de magilithe, d'éther ou de potions, lâcher X pour activer (cf. magilithe) ;
- Bouton L : rappeler alliés/faire exploser anneau des magilthes bloqués ;
- Bouton L + Bouton X appuyé : bloquer l'anneau de la magilithe au sol ;
- Bouton R : utilisation technique tribale (cf. techniques de combat).